# Purwodadi (Kuala Pesisir)
Purwodadi is een bestuurslaag in het regentschap Nagan Raya van de provincie Atjeh, Indonesië. Purwodadi telt 1300 inwoners (volkstelling 2010).